# Union des comités de travail agricole
 (décembre 2019).
Si vous disposez d'ouvrages ou d'articles de référence ou si vous connaissez des sites web de qualité traitant du thème abordé ici, merci de compléter l'article en donnant les références utiles à sa vérifiabilité et en les liant à la section « Notes et références ».
L'Union des comités du travail agricole (Union of Agricultural Work Committees - UAWC) est enregistrée en tant qu'organisation agricole non gouvernementale conformément à la loi n°1 sur les associations et organisations non gouvernementales (ONG) palestiniennes du Ministère palestinien de l'intérieur. Elle est considérée comme l'une des plus grandes institutions de développement agricole en Palestine, elle a été fondée en 1986 par un groupe d'agronomes. Une fois établie, UAWC dépendait entièrement des volontaires et a formé des comités agricoles en Cisjordanie et à Gaza pour fixer les priorités des agriculteurs et les aider à mettre en œuvre ses programmes et activités communautaires. 
L'UAWC est une organisation indépendante de développement agricole, politiquement neutre selon ses statuts, ses politiques, sa vision, sa mission et ses pratiques. UAWC respecte et est guidée par les stratégies et les politiques sectorielles nationales ainsi que par les lois et les normes internationales établies par les résolutions du Conseil de sécurité de l'ONU et de l'Assemblée générale qui se concentrent sur les droits des Palestiniens concernant le droit à l'autodétermination, au développement et à une vie décente sur leurs terres reconnues comme Territoires occupés.
Depuis sa création, UAWC n'a cessé de gagner la confiance d'une série de donateurs et d'agences de développement à l'influence majeure dans l'élaboration de projets et de programmes. UAWC adopte et applique une approche basée sur les droits de l'Homme lors de la conception et de la mise en œuvre de ses projets qui vont de la mise en valeur des terres agricoles et de la mise en œuvre d'interventions dans le domaine de l'eau au renforcement des capacités, au développement des moyens de subsistance des femmes en milieu rural, à la sensibilisation juridique, aux interventions d'urgence et autres projets de développement agricole.
UAWC travaille avec des organisations palestiniennes, arabes et internationales pour soutenir et protéger les droits des agriculteurs nationaux palestiniens en vertu du droit international humanitaire et de la Déclaration universelle des droits des paysans. L'UAWC est affiliée à un certain nombre de réseaux internationaux et nationaux, tels que la Via Campesina, le Réseau arabe pour la souveraineté alimentaire, l'Union internationale pour la conservation de la nature (UICN), Mobility Exchange Reciprocity (MER), Forum social mondial, Palestinian NGOs Network (PNGO), Palestinian Environmental NGOs Network (PNGON), Agricultural Organizations Coalition, et la Coalition for Environmental Justice.                                               

## Nature du travail de l'UAWC
UAWC a réussi à affirmer sa présence en tant qu'institution de développement nationale et internationale hautement respectée. Il s'est établi comme un institut qui promeut principalement l'action coopérative et le bénévolat. Travailler aux côtés des organisations palestiniennes, arabes et internationales afin de soutenir et de protéger les droits des agriculteurs nationaux palestiniens.
Dans le cadre de son travail avec la base, l'UAWC vise à améliorer la situation sociale et économique difficile des agriculteurs palestiniens qui résulte de la marginalisation de l'agriculture et de la confiscation des terres et des ressources en eau sous occupation israélienne. L'UAWC met l'accent sur le développement durable et la souveraineté alimentaire plutôt que sur les projets d'urgence et de secours. L'UAWC implique 13 000 personnes et promeut l'agroécologie en bio.
Les projets d'UAWC ont inclus la récupération et le développement de l'eau et des terres, des projets générateurs de revenus, le creusement et la réhabilitation de puits, une banque de semences régionale dynamique et l'éducation sur l'utilisation des eaux grises. UAWC fait un travail considérable pour soutenir les agriculteurs dans leur lutte pour rester sur leurs terres face aux menaces incessantes de démolition et de confiscation des terres. Ces dernières années, UAWC a établi davantage de liens entre son action pour résister à l'occupation israélienne et promouvoir la souveraineté alimentaire et son action contre le changement climatique.
Oxfam travaille avec UAWC sur divers projets d'appui au monde paysan tels que la réhabilitation de serres pour la production agricole dans la bande de Gaza, la réhabilitation d'équipements pour les pêcheurs de Gaza, et la création de jardins potagers privés pour répondre aux besoins de familles entières et cibler principalement les femmes chefs de famille.
Dans le cadre de son partenariat avec Oxfam, UAWC organise des formations pour les agriculteurs, supervise la production et l'exportation des produits et s'efforce de développer les terres qui risquent d'être abandonnées.
En attendant l'émergence d'une solution politique, UAWC continue d'encadrer les pêcheurs pour leur fournir une source de revenus et les aider à se rétablir.
Le travail de UAWC s'est principalement concentré sur une série d'initiatives relatives aux moyens d'existence. Il s'agit d'une aide à la remise en état des terres agricoles et des serres, à la reconstruction des routes d'accès aux marchés, à l'aide aux pêcheurs et à la création de jardins familiaux pour les ménages dirigés par des femmes. Tous les travaux agricoles sont soutenus par l'intermédiaire de UAWC et de ses agents de développement agricole, qui visitent régulièrement les parties prenantes du projet pour fournir une assistance technique, par exemple des conseils sur l'arrosage, la fertilisation, la récolte, etc. Les organisations communautaires, y compris les groupes de femmes, bénéficient d'une aide au renforcement des capacités en matière d'autogestion et de durabilité, ce qui leur permettra de continuer à subvenir à leurs besoins et à ceux des autres agriculteurs à la fin du projet. Les moyens de subsistance des jeunes ont également été ciblés et soutenus par des responsables de programmes qui encouragent les jeunes à créer de nouvelles petites entreprises uniques, chaque entrepreneur étant sélectionné pour une subvention de démarrage, et un mentor en affaires a été désigné pour guider leurs plans d'affaires, leur gestion et leur mise en œuvre.                                                                                                                                      

## Campagnes d'incitation
Selon un rapport publié par le groupe PWG, les ONG et les organisations de défense des droits de l'homme font l'objet de campagnes d'incitation systématiques visant à interroger, abuser et arrêter ces organisations. En prétendant être lié à des organisations terroristes ou en décrivant les ONG comme menaçant l'existence de la puissance occupante, dans le but de distraire et de dissimuler la politique de l'occupation.
L'Union des comités du travail agricole est l'une de ces ONG qui font l'objet de campagnes d'incitation en raison de ses projets de protection et de réhabilitation dans les zones menacées par la confiscation - zones classées C selon les accords d'Oslo de 1993.
De nombreuses institutions internationales et de défense des droits de l'homme, telles que le PCHR, OXFAM, Via Campesina, PNGO et PWG, ont rejeté et condamné ces fausses campagnes de propagande.
Par là, La Via Campesina a déclaré que l'UAWC fait face à une campagne d'incitation systématique contre son travail, visant à dégrader l'organisation et à arrêter le soutien qu'elle reçoit des gouvernements et des organisations. La campagne d'incitation a été lancée contre UAWC en raison du rôle stratégique de l'organisation dans le soutien à la résilience des agriculteurs palestiniens face aux violations israéliennes en cours, son travail contre les tentatives d'annexer la zone C ainsi que ses projets de restauration des terres dans la zone C.
De son côté, le Centre palestinien pour les droits de l'homme (PCHR) condamne fermement les campagnes d'incitation contre UAWC visant à diffamer son travail dans les territoires palestiniens occupés.
La politique menée par Israël dans la zone C est motivée par l'idée que cette région était avant tout considérée comme répondant aux besoins des Israéliens et qu'elle aspirait par conséquent à annexer une grande partie de cette région à Israël. C'est ce qu'affirme un rapport publié par B'Tselem, une organisation également ciblée par les campagnes d'incitation du gouvernement israélien en exercice. Israël tente constamment d'étendre son contrôle sur la zone C afin d'exploiter les ressources de la région au profit des colons israéliens. En fin de compte, Israël cherche à créer une réalité permanente pour des colonies prospères accompagnées d'une présence palestinienne minimale.
Oxfam a également répondu à Shurat HaDin dans une déclaration disant qu'elle surestimait son cas et que les allégations avaient déjà fait l'objet d'une enquête, comme indiqué : « Nous prenons ces allégations au sérieux, mais ces mêmes allégations du Israel Law Center contre UAWC ont fait l'objet d'une enquête approfondie par la police fédérale australienne et l'Organisation du renseignement de sécurité, et se sont révélées totalement non fondées », et a ajouté « Ces organisations sont très respectées et financées par de nombreux donateurs internationaux importants. UAWC est légalement enregistrée en Israël, et les organisations interdites ne le sont pas non plus dans aucun pays. Le soutien d'Oxfam à l'UAWC aide les petits producteurs laitiers et les éleveurs à mieux gagner leur vie, tandis que notre travail avec l'UHWC contribue à améliorer les services de santé d'urgence pour les habitants de Gaza. Nous ne travaillons pas avec des organisations qui utilisent ou encouragent la violence. ».
La chercheuse Caroline Abu-Sada, qui a travaillé pour Oxfam, explique aussi que UAWC est affilié au FPLP dans son livre concernant l'organisation PARC,.

## Prix et réalisations
En 2003, l'UAWC a créé la Banque palestinienne de semences municipales dans le but de conserver les semences en tant que ressource naturelle en collectant et documentant les semences, en améliorant ses souches, en augmentant ses quantités, en les préservant et en les rendant disponibles comme source de vivres et de provision pour la société palestinienne, en particulier pour les personnes à faibles revenus. La Banque de semences a ainsi cultivé et amélioré plus de 40 variétés de légumes, de grandes cultures et de céréales, et profite à des milliers d'agriculteurs palestiniens chaque année.
Le succès des projets de développement de l'UAWC lui a valu trois prix internationaux en un an (2014/2015), à savoir le prix de la souveraineté alimentaire.
Le Equator Prize pour son rôle dans le développement durable et la lutte contre la pauvreté à travers son initiative de projet de banque de semences.